# 莱布尼茨县

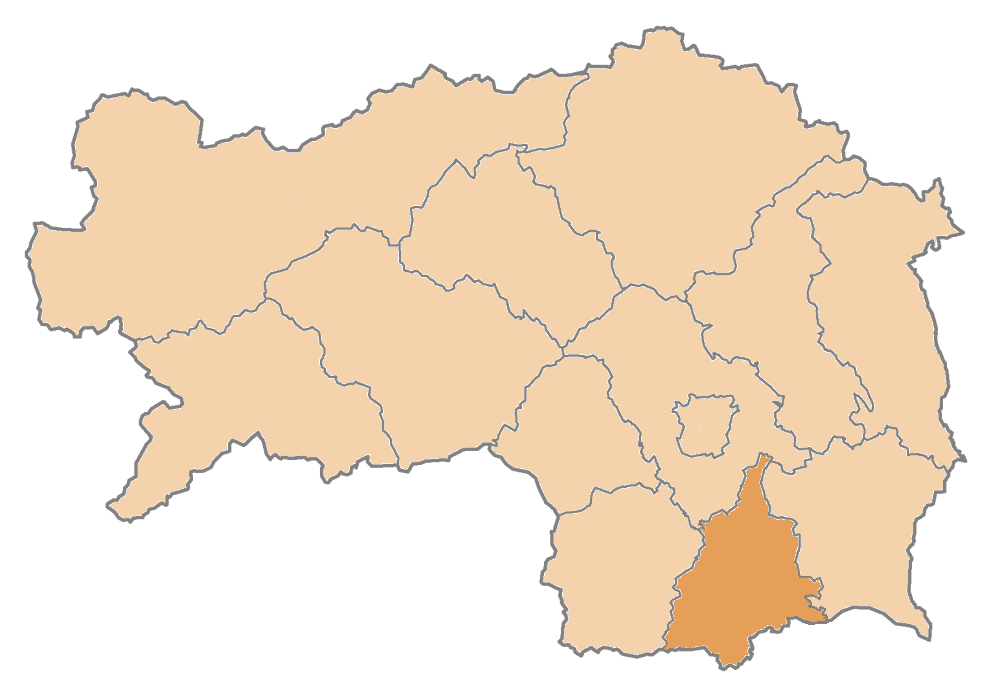
莱布尼茨县在施泰爾馬克州的位置

莱布尼茨县（Bezirk Leibnitz），是奥地利施泰爾馬克州所辖的一个县。总面积681.5平方公里，总人口75328，人口密度111人/平方公里（2001年）。行政中心位于萊布尼茲。

## 行政区域
莱布尼茨县辖有48个市镇。